# Audition
Audition (オーディション, Ōdishon) és una pel·lícula japonesa dirigida per Takashi Miike i estrenada l'any 1999. Amb els anys, la pel·lícula s'ha convertit en una pel·lícula de culte.

## Argument
Set anys després de la mort de la seva dona, Aoyama, executiu en una companyia, decideix que és hora de buscar una possible futura esposa, seguint els consells del seu fill que ja és temps de tornar a casar-se. Un amic, director i productor de cinema, li recomana realitzar una audició per a una actriu, buscant les característiques que a ell li agradaria trobar en la seva possible esposa. D'entre totes les candidates es fixa en Yamazari Asami, una jove amb experiència en ballet.
El dia de l'audició ella és l'última persona que veu. Abans de sortir anota el número de la seva fitxa, li truca i la porta a sopar. Ell insisteix a trucar una altra vegada dies més tard preocupat per haver semblat massa atrevit. Quan ho fa, Asami deixa conscientment que soni el telèfon unes quantes vegades abans d'agafar-lo. Està sola en una habitació fosca. Bé, no totalment sola, també està el que sembla un home, dins d'un sac...

## Repartiment
- Ryo Ishibashi: Shigeharu Aoyama
- Eihi Shiina: Asami Yamazaki
- Tetsu Sawaki: Shigehiko Aoyama
- Jun Kunimura: Yasuhisa Yoshikawa
- Renji Ishibashi: Vell en cadira de rodes
- Miyuki Matsuda: Ryoko Aoyama
- Toshie Negishi: Rie
- Ren Osugi: Shibata
- Ken Mitsuishi: El realitzador
- Yuriko Hirooka: Michiyo Yanagida
- Fumiyo Kohinata: Presentador de TV
- Misato Nakamura: Misuzu Takagi
- Yuuto Arima: Shigehiko de nen
- Ayaka Izumi: Asami de nen